# Quintet Vienès
El Quintet Vienès, nascut el 1945 a la ciutat de Girona, fou un conjunt musical format per cinc músics.
A principis dels anys quaranta, Girona passava per un període de decadència pel que fa a la música clàssica, degut a la desaparició de l'Orquestra Filharmònica de Girona i el famós Quintet Empòrium. Per contrarestar aquesta crisi, un grup de tres professors molt entregats a la música -Joan Guillaume, Rogeli Sánchez i Josep Maria Serra- varen formar un trio i començaren a fer actuacions com a tal. A aquest conjunt, s'hi afegiren també Martí Bagudà Bellapart i Josep Planells, i així nasqué el Quintet Vienès.
Es va dissoldre cap a mitjans dels anys cinquanta per diversos motius. Un dels principals va ser pel seu públic; el canvi de gustos i preferències de les diferents generacions, afegit a les peticions per part dels espectadors, que els demanaven peces d'un altre estil de música. Una de les seves últimes actuacions fou a la diada de Reis de l'any 1956, acompanyant els Pastorets de la Salle.

## Formació[calcitació]
Els cinc components del conjunt eren també solistes de l'orquestra del Teatre Municipal de Girona.
- Joan Guillaume, primer violí
- Martí Bagudà Bellapart, segon violí
- Josep Maria Serra Castelló, violoncel
- Josep Planells, contrabaix.
- Rogeli Sànchez, piano, director i representant
- Altres components: Francesc Civil (piano i harmònium), Marià Corbi (contrabaix).

## Repertori
- Repertori bàsic/clàssic: Peces habituals per a quintet clàssic
- Adaptacions d'òperes, operetes i sarsueles
- Transcripcions (variades): transcripcions de música de diferents tipus però sobretot d'autors espanyols com ara Falla, Granados o Albéniz. Per exemple: valsos, czardes, sardanes, balls vuitcentistes, etc.
- Actuacions: aquest conjunt actuava sobretot en esglésies i convencions, també acompanyà alguns anys els Pastorets de la Salle.

## Preceptes
El Quintet Vienès es regia per una sèrie d'ideals i conviccions:
- Interpretar sols música selecta.
- Públic de totes les edats i classes.
- Ambició de superar l'antic Quintet Empòrium.
- Pretenien millorar el nivell de cultura musical.